# یان اسمترلین
یان اسمترلین (لهستانی: Jan Smeterlin؛ ۷ فوریه ۱۸۹۲–۱۸ ژانویه ۱۹۶۷) یک نوازنده پیانو اهل لهستان بود.
او یکی از مترجمان موسیقی فردریک شوپن و کارول شیمانوفسکی بود.
یان اولین کنسرت پیانوی خود را در سن ۷ سالگی ارائه کرد، اما علی‌رغم استعداد شگرف، او را وادار به تحصیل در رشتهٔ حقوق نمودند. بعدها وی از شاگردان لئوپولد گودوفسکی شد و نخستین اجرای حرفه‌ای خود را در سال ۱۹۲۰ میلادی انجام داد.
یان اسمترلین علاقهٔ فراوانی نیز به «آشپزی» داشت و کتابی از دستورها آشپزی وی، پس از مرگش به چاپ رسید.